# Grzegorz Komor
Grzegorz Komor (ur. 20 lutego 1968) – polski piłkarz, który występował na pozycji obrońcy.

## Kariera
Wychowanek Motoru Lublin. Jako zawodnik tego klubu rozegrał w ekstraklasie 79 meczów i zdobył jedną bramkę. Jako trener prowadził między innymi Motor Lublin, Stal Kraśnik.